# 진저 로저스
진저 로저스(영어: Ginger Rogers, 본명: 버지니아 캐서린 맥매스, 본명 영어: Virginia Katharine Mcmath, 1911년 7월 16일 ~ 1995년 4월 25일)는 미국의 배우, 가수, 무용가이다. 1940년 영화 《키티 포일》을 통해 아카데미 여우주연상을 수상했다.

## 출연 작품
- 13번째 손님 (1932)
- 42번가 (1933)
- 1933년의 황금광들 (1933)
- 플라잉 다운 투 리오 (1933)
- 로버타 (1935)
- 폴로우 더 플릿 (1936)
- 스테이지 도어 (1937)
- 키티 포일 (1940)
- 록시 하트 (1942)
- 메이저와 마이너 (1942)
- 바클레이스 오브 브로드웨이 (1949)
- 몽키 비지니스 (1952)